# محافظة باتامبانغ
محافظة باتامبانغ (بالخميرية: បាត់ដំបង)‏  و(بالإنجليزية: Battambang Province)‏ واحدة من محافظات كمبوديا الغربية تقع بجوار محافطات بايلين وبانتي و مينشي و سييم ريب وبورسات وتجاور من الغرب محافظة تشانثابوري التايلاندية تتميز المحافظة بوجود مجموعة كبيرة من الثقافات والموارد الطبيعية والارض الخصبة وتبعد 350 كيلومترا عن بنوم بنه

## أعلام
- ماو سارث